# .mobi
.mobi(ドットモビ)はスポンサー付きトップレベルドメイン（sTLD）の一つで、携帯機器(携帯電話や携帯情報端末(PDA)など)に携帯端末向けウェブを通してインターネット上でのサービスを提供することを目的として、ICANNの承認を受け、mTLD global registryによって運営されている。このドメインはGoogle、マイクロソフト、ノキア、サムスン電子、エリクソン、ボーダフォン、GSM協会、ハチソン、オラスコム・テレコム、シニバース、T-Mobile、テレフォニカ、テレコム・イタリア・モービレの財務的支援を受けている 。

## .mobiの運営
.mobiドメインは、2006年9月26日から一般の登録受付を開始した。.mobiの運営は事前に使われそうな名前を予約しておき、10のドメインをオークションの競売にかけ、Flowers.mobiが$200,000で、Sportsbook.mobiが$129,800で、Fun.mobiが$100,000で落札されるなど、高値で落札された。
また、モバイル機器には、デバイスの独立性を崩すといわれているので、その批判があった。幾人かは、特定の機器向けのコンテンツ提供には、特定のTLDを使うのではなく、既存のTLDの中で、接続してきたホストやHTTPプロトコルのコンテンツネゴシエーション、スタイルシートやその他何らかの方法で、携帯機器用の表示とその他表示を分けるべきだと主張している。
さらに幾人かは、"mobi"は携帯電話に打ち込む場合に10回ボタンを押す必要があり、8回の"com"と比較してボタンを押さなくてはいけない回数が多い。仮に"wap"というドメインであれば、3回のボタンで済んだと批判する。ただしこれは、1つのボタンを押すことで、".mobi"という文字が出てくるように携帯電話がなっていれば解決する問題である。
こうした批判に答えて、.mobiは携帯向けコンテンツのための、MWI Best Practicesの策定を助けるためにW3CのMobile Web Initiative (MWI)に参加している。ネット対応携帯端末でのユーザーの良い経験を成し遂げるいくつかの方法を大まかに示し、いくつかの方法の実装を認めた。
mTLDはMobiReady Reportという、フリーソフトの解析ツールをリリースした。これは、ページを解析し結果をMobi Readyスコアとして返す。このレポートは、DotMobiの推奨する最適の方法を使用して、テストする。無料のオーサリングツールで、携帯機器に最適なサイトを構築することができる。携帯向けウェブサイトに完全標準対応が保証されたツールをベースとしたフリーのブラウザとしては、mobi Site Galoreがある。
これらモバイル機器では、普通のパソコン向けページが見られないという技術的問題を解決する方法が、今日いくつか与えられている。例えば、データ量を圧縮したり、減らしたりする圧縮・ダウンサンプリングプロキシサーバや、小さな画面でも普通のパソコンと同じように表示できるフルブラウザといったものがある。しかしながら、これらプログラムはウェブサイトが携帯向けに最適化されていない場合、ダウンロードにかなりの時間がかかり、また通信料が高くつくこともある。通常のサーバで、携帯向けコンテンツを別に作るという方法もある。この場合、携帯であるか否かに関係なく、同じ情報を提供することになる。しかし、.mobiでは携帯電話向けにサイトが構成されているので、携帯電話向けにコンテンツを別で作らなければならないという、手間は省かれる。
W3Cは今日利用可能な多くの様々な携帯機器で利用できるウェブサイトを人々が構築するのを支援するDevice Independent Authoring Language(DIAL)といった新しいオーサリング言語も開発している。いくつかの、アダプテーションソリューションは既に、.mobiドメインを使ったサイトを作る際に使われるDIALや似たような言語をサポートしている。
なお、.mobiドメインを使用するサイトはガイドラインに沿ったコンテンツを作るよう義務付けている。

## .mobiの長所
すべての.mobiサイトは、携帯電話で閲覧できるようにしなければならないので、ユーザー視点から見て、携帯電話の小さなスクリーンで閲覧できることが保障されているという長所がある。.comやその他ドメイン名でも、携帯電話に最適化することは可能であるし、実際にそのようなサイトもあるが、このドメインとは違い携帯機器への最適化が義務付けられていない。

## プレミアムネームの公正な配布
mTLDは一般的な語句約5700をプレミアムネームとして、予約し、一般登録とは別の方法で配布するとしている。これは、1)より公平な取引の場を設けるために、2)これらドメイン名がモバイルコミュニティの新機能と新サービスとして、すぐに使用されるという見込みを増やすために、3)レジストリの運営を安定して継続するためである。mTLDは2008年まで年4回を基本にオークションやRequest for Proposal (RFP)プロセスを通して、プレミアムネームを配布していく予定である。このプロセスは、mTLD方針諮問委員会とWIPOによる提案で、ICANNの承認を得たものである。.mobiドメイン上で発生した紛争は、National Arbitration Forum(NAF)で提議、処理される。紛争はNAFの知的所有権裁定人147人のうちの1人によって処断される。

## .mobiサイトの例
いくつかのよく知られた会社の作った、.mobiドメイン版のサイトを以下に示す。
- businessweek.mobi
- bmw.mobi
- nba.mobi
- msn.mobi
- banking.mobi

その他例は、mTLDのshowcaseでみられる。